# Дошка (заказник)
До́шка — ботанічний заказник місцевого значення.

## Опис
Розташований у долині р. Жван, притоки Дністра, на околицях с. Жван Могилів-Подільського району Вінницької області. Оголошений відповідно до Рішення 10 сесії 7 скликання Вінницької обласної ради від 22.09.2016 № 197
Охороняється добре збережена ділянка лучно-степової рослинності. Ділянка розташована на вершині схилу з мальовничими краєвидами на каньйон р. Жван.
У 2005 році науковцями Інституту ботаніки ім. М. Г. Холодного НАН України була проведена науково-дослідна робота по створенню кадастру рідкісних видів рослин області і виділення на його основі природних ядер екомережі. Проведено флористичне та геоботанічне обстеження долини р. Дністер, за результатами якого виділені ділянки на території Мурованокуриловецького району перспективні до заповідання.
На даних територіях відмічено степові угруповання з переважанням Bothriochloa ischaemum та за участю типових для регіону степових елементів (Achillea setacea, Festuca valesiaca, Galium tyraicum, Taraxacum serotinum, Teucrium chamaedrys, Thymus serpyllum, Astragalus onobrychis, A.cicer, A.sulcatus). Антропогенний вплив призвів до поширення синантропних елементів (Echium vuigare, Elytrigia repens, Matricaria perforata, Falcaria vulgaris, Arctium lappa, Verbascum phlomoides, Cirsium arvense, Tussilago farfara). Рідкісні види флори. Відмічено місце зростання трьох регіонально рідкісних видів (Leopoldia tenuiflora, Adonis vernalis, Equisetum telmateia).